# 1840年8月27日日食
1840年8月27日日食为一次在协调世界时1840年8月27日出現的日全食。該次日食食分為1.0195，食甚維持1分45秒。

## 概述
這次日食的食分是1.0195，全食維持1分45秒。

## 基本參數
- 類型：日全食
- 食甚資料：
  - 日期：1840年8月27日
  - 時間：6時37分32秒
  - 地點：24S 63E
  - 食分：1.0195
  - 日全食持續時間：1分45秒

## 外部連結
- NASA日食專頁（页面存档备份，存于）（英文）